# Colonel Homer
"Colonel Homer" är avsnitt 19 från säsong tre av Simpsons och sändes på Fox den 26 mars 1992. I avsnittet blir Homer manager för Lurleen Lumpkin, vilket får Marge att bli orolig över att han kommer att lämna familjen för henne. Avsnittet skrevs av Matt Groening och regisserades av Mark Kirkland. Avsnittet är det enda som Groening skrivit manus till helt själv. Beverly D'Angelo gästskådespelade i avsnittet som Lurleen och hon skrev också själv två av sångerna till avsnittet.

## Handling
Familjen Simpson besöker biografen. Bart och Lisa ser på Space Mutants VI medan Homer och Marge ser på The Stockholm Affair. Under filmen börjar Homer prata högt och börjar störa biobesökarna, vilket får Marge att börja skämmas och skäller ut honom. Detta får Homer att tappa tålamodet och han kör med sin bil från Springfield ut på landet. Efter en stund åker han förbi baren Beer ”N” Brawl, och bestämmer sig för att ta en öl där. I baren uppträder servitrisen Lurleen Lumpkin. Hennes låt berör Homer och efter framträdandet bestämmer han sig för att prata med Lurleen. Han kör hem och är lycklig och sjunger hela tiden sången som Lurleen sjöng i baren. Homer inser att han måste få en kopia av sången och åker för att träffa henne i hennes husbil. Lurleen berättar för Homer att hon inte har låtarna inspelade utan de fanns bara i hennes huvud. Detta får Homer att ta med Lurleen till en inspelningsstudio för att göra en CD-skiva med hennes låtar.
Efter CD-inspelningen kommer en man som hörde Lurleen när hon gjorde inspelningen och ber att få låna CD-skivan och spela upp den i radion. Homer ger CD-skivan till mannen. Lurleens låtar börjar spelas på radion och hon blir populär. Homer börjar ägna all sin tid åt Lurleen och Marge är orolig över att Lurleen kommer att ta Homer ifrån henne. Efter att Homer blivit Lurleens manager berättar han för Marge att han ska gör allt för att göra henne till en stjärna och för att visa att han gillar familjen tar han med dem till inspelningsstudion där Lurleen spelar in en ny kärlekssång, Bagged Me a Homer. Låten får Marge att börja gnissla tänder i raseri. Homer fixar en TV-inspelning åt Lurleen i TV-programmet Ya-hoo!. När Homer berättar nyheten för henne föreslår Lurleen att Homer ska sova hos henne under natten. Homer inser då att Lurleen blivit kär i honom, och flyr från hennes husvagn. Homer vet inte vad han ska göra, hans karriär som manager har skadat hans relation med familjen men han älskar henne. Under TV-inspelningen blir Homer räddad. Han erbjuds sälja Lurleens kontrakt och han gör det för 50 dollar, sedan han berättat för Lurleen att han uppnått sitt mål, att göra Lurleen till en stjärna och samtidigt behålla sin familj. När Homer kommer hem tittar han på TV-programmet med Marge där Lurleen spelar en hyllningssång till Homer och Marge inser då att hon är lycklig att hon har Homer.

## Produktion
Avsnittet skrevs av Matt Groening och är det enda som han skrivit helt själv. "Colonel Homer" är baserad på Loretta. Groening skrev avsnittet eftersom han alltid ville ha ett avsnitt där Homer blir erbjuden ett nytt glamouröst liv men väljer behålla sin gamla familj istället. När han berättade om sin idé för författarna i serien tyckte de att de kunde göra en parodi på Loretta, där Homer blir manager för en countrysångare. Mike Reiss gillade först inte idén, eftersom Homer redan jobbade heltid på Springfields kärnkraftverk, men efter ett par säsonger brydde författarna aldrig sig, då de gav Homer ett nytt jobb. Groening mötte under produktionen negativ kritik för avsnittet. Bland annat ansåg författarna att Homer framstod som en idiot, vilket gjorde att Groening fick förklara att Homer bara försökte göra henne till en stjärna, och var omedveten om hennes kärlek till honom.
Avsnittet regisserades av Mark Kirkland som gillade avsnittet eftersom det visar karaktärernas känslor på ett mycket mänskligt och riktigt sätt. Kirkland tror att många tittare kan känna igen sig i känslorna i avsnittet, och han använde sina egna erfarenheter som hjälp när han regisserade. Idén till att Homer började prata under bioföreställningen baseras på en händelse då Groening var yngre, och en vän till honom började prata under föreställningen tillsammans med en annan vän.
Beverly D'Angelo gästskådespelade i avsnittet som Lurleen Lumpkin. Hon kallades till en audition efter att Groening träffade henne på ett party hos Frank Zappa och påminde sig om hennes medverkan som Patsy Cline i Loretta. D'Angelo skrev själv två av sångerna, "Your Wife Don't Understand You" och "I Bagged a Homer". D'Angelo skrev sångerna på en timme och presenterade dessa för Groening på genomläsningen. De flesta gästskådespelare stannar bara under inspelningen när de säger sina repliker, men D'Angelo var med hela dagen och gav även ett par tips till avsnittet.  Lurleens utseende skapades av John Rice. Kirkland gillade inte det första utkastet, så han fick göra en ny som liknade D'Angelo. Lurleens efternamn Lumpkin kommer från Tony Lumpkin i She Stoops to Conquer.
I Nancy Cartwrights bok My Life as a 10-Year-Old Boy har hon skrivit att manuset bara ger en visuell och fonetisk bild. Detta gjorde att bakgrundsdesignern fick besöka Sun Studio, eftersom inspelningsstudions utseende i avsnittet skulle bli verkligt. I inredningen till inspelningsstudion valde designern att blandade färgerna orange, lila, grått och brunt för att göra så att de kompletterar varandra. Färgerna i ingenjörens monter fick vara lite mörkare, så att göra Homers vita kostym skulle skilja sig från bakgrunden. Redigeraren i inspelningsstudion är baserad på John Boylan. Lurleens husvagn designades så att den blev liten, eftersom det skulle skapa en trång och romantiskt bild.

## Kulturella referenser
Titeln är baserad på Colonel Tom Parker. Filmer som parodieras i biografen som familjen besöker är Honey, I Hit a School Bus (som en parodi på Älskling, jag krympte barnen), Look Who's Oinking (en parodi på Titta han snackar!), och Ernest vs. The Pope där Ernest P. Worrell medverkar. Under bilresan på väg till Beer 'N' Brawl passerar Homer en pojke som spelar banjo på en gungstol som en referens till "Dueling Banjos" i Den sista färden. Samma person står senare i kön för att få spela in en CD-skiva. William Irwin skriver i Philosophy and the Interpretation of Pop Culture att även om man inte får fram referensen så ger det ett gott skratt eftersom ljudet av banjon gör att man inser att Homer är på väg åt fel håll. Beer 'N' Brawl är baserad på baren i Urban Cowboy. När Homer bowlar med sina vänner sjunger han Lurleens sång. Detta får Lenny Leonard att börjar sjunga "There's a Kind of Hush (All Over the World)". Homer berättar i avsnittet att den senaste låten han hade så mycket på hjärnan var "Funkytown". TV-programmet Ya-Hoo! är baserad på Hee Haw.

## Mottagande
"Colonel Homer" hamnade på plats 22 över de mest sedda programmen under veckan med en Nielsen rating på 14.8 vilket ger 16,63 miljoner hushåll och det mest sedda på Fox under veckan. Nate Meyers på Digitally Obsessed har givit avsnittet betyg 5 av 5 och kallar det för ett toppenavsnitt, och hyllar berättelsen om Marge och Homers kärleksliv. Det går upp och ner för dem. Han uppskattar även Lurleens sånger, eftersom de är fyllda med roliga delar. Meyers anser att även om countrymusikfansen inte gillar manuset ger det en stereotyp tänkbar bild av countrymusiken. I DVD Movie Guide skriver Colin Jacobson att avsnittet är bättre än förra avsnittet, "Dog of Death" och från avsnittet kommer man mest minnas gästskådespelaren, D’Angelo. I I Can't Believe It's a Bigger and Better Updated Unofficial Simpsons Guide har Warren Martyn och Adrian Wood, sagt att avsnittet är ett bra exempel på hur Simpsons-avsnittet kan ha ett mål med avsnitten, i detta fall göra så många skämt som möjlighet om countrymusiken. Entertainment Weekly anser att D'Angelo är en av de sexton bästa gästskådespelarna i serien. Tom Nawrocki från Rolling Stone anser att sångerna som D'Angelo skrev är några av de bästa i seriens historia.
Hock Guan Teh på DVD Town har sagt att han njöt av avsnittet, även om det inte innehåller den vanliga Simpsonshumorn, utan mer är en stor utveckling av bilden man har av karaktärerna. Men om man inte gillar countrymusik bör man inte se avsnittet. Bill Gibron på DVD Verdict anser att avsnittet är ett av de bästa som gjorts i seriens historia och innehåller de bästa parodierna som gjorts i serien. Han hyllar även D’Angelo som för hennes presterande i avsnittet och sångtexterna som hon skrivit för avsnittet. Homers respons då Lurleen frågar om han vill sova med henne visar just hur underbar make Homer är. I Fort Worth Star-Telegram har man beskrivit avsnittet som hjärtvärmande och visar att hjärtat i serien är familjens lojalitet. Genevieve Koski på The A.V. Club har skrivit att det är svårt för fansen att utse ett favoritavsnitt, men för honom är detta avsnitt det, bara för sången, "Bagged Me a Homer". Lurleen har därefter återkommit i serien ett par gånger förutom med D’Angelo som röstskådespelare även Doris Grau.
Avsnittet finns på VHS och senare även DVD-utgåvan, The Last Temptation Of Homer. Avsnittet har senare blivit en leksaksmodell i serien World of Springfield. Sångerna "Your Wife Don't Understand You" och "Bagged Me a Homer" finns på CD-skivan Songs in the Key of Springfield.